# Sphingonotus laxus
Sphingonotus laxus är en insektsart som beskrevs av Boris Petrovich Uvarov 1952. Sphingonotus laxus ingår i släktet Sphingonotus och familjen gräshoppor. Inga underarter finns listade i Catalogue of Life.